# Download Accelerator Plus
Download Accelerator Plus (conhecido também como DAP) é um gerenciador de downloads proprietário que encontra-se atualmente na sua versão 10.
Softwares como o GetRight e outros gerenciadores de download concorrem diretamente em uso com o DAP, que apresenta diversas características, sendo, a maioria delas, comum a todos os softwares desse gênero. Dentre as principais se destacam:
- O poder de dividir o download do arquivo em várias partes, tornando a taxa de transferência mais alta;
- O fato do download poder ser pausado a qualquer momento e continuado depois;
- A facilidade e a intuitividade da interface do programa, que permite configurações como a seleção de extensões que o DAP poderá fazer download;
- Integração com quase todos os navegadores existentes atualmente como: Internet Explorer, Firefox, Google Chrome, Safari, Opera, Netscape e Flock e possui diversas outras configurações que acompanham o programa.

Devido a seu pequeno tamanho, o DAP é um software leve e pode ser utilizado tranquilamente em ambientes domésticos onde o computador não possua muita potência de processamento.

## Melhorias noDAP
- v9.7
  - Obtenha mais rápido possível a experiência de download;
  - Suporte as últimas atualizações dos seguintes navegadores (IE9, Firefox 5, Chrome 12) e Opera 11;
  - Traduzido para 42 idiomas diferentes;
  - Otimizado para downloads HTTPS.